# Hošnova vila
Hošnova vila byla secesní budova na ostrohu nad řekou Svratkou na jihozápadním okraji brněnské čtvrti Pisárky, poblíž Nového Lískovce. Vila byla vystavěna počátkem 20. století, měla 4 patra a její žlutá fasáda byla vidět až z jižní strany Pisáreckého tunelu. Své označení Hošnova vila získala po Rudolfu Hošnovi, bývalém podnikateli, který v 90. letech 20. století vilu přestavěl.

## Historie
Při rozvoji Nového Lískovce počátkem 20. století byla pro německé děti z podnětu brněnské správy v roce 1907 v Novém Lískovci založena německá trojtřídní soukromá škola spolu s německou mateřskou školou. Tato zařízení působila v nově postavených dřevěných pavilonech na svahu Schutzbergu (Strážní vrch). Po zřízení české hospody si německé obyvatelstvo Nového Lískovce zřídilo svoji restauraci Am Schutzberg na Strážném vrchu, v secesním slohu ji postavil v roce 1908 brněnský stavitel Robert Krug (viz kronika Nového Lískovce). Ta se stala ve 20. letech 20. století proslulou výletní restaurací. V 80. letech 20. století sloužila vila jako internát pro učně stavebního učiliště. Později v 90. letech koupil budovu Rudolf Hošna a přestavěl ji na vilu ve stylu podnikatelského baroka. V rámci trestních řízení a soudních sporů se vila dostala do držení Hošnovy manželky, které byla později exekučně zabavena. Během těchto sporů byla vila opuštěna a začala chátrat. Zcela opuštěná byla vila od roku 2009, což zapříčinilo její havarijní stav. Nový majitel v polovině srpna 2018 prohlásil, že by chtěl vilu přestavět na firemní sídlo, opravy měly být zahájeny v roce 2020. Jeden z majitelů brněnské Galerie Vaňkovka po odkoupení vily rozhodl, že vila bude přestavena na kancelářské prostory. V lednu roku 2022 však byly provedeny statické zkoušky a vila byla začátkem února 2022 definitivně srovnána se zemí. Přibližně v roce 2024 má na místě stát kancelářský komplex s novou příjezdovou cestou, osvětlením a parkem.

## Architektura
Německá secesní architektura budovy byla v 90. letech přestavěna v duchu podnikatelského baroka. V interiéru se po přestavbě v 90. letech 20. století nachází točité schodiště přes tři podlaží, jehož zábradlí bylo obloženo kůží, což mělo evokovat luxus. Dále byla vila vybavena dveřmi s leptanými skly, které imitovaly secesi, a vnitřním bazénem. Na začátku 21. století bylo vybavení vily zničeno vandaly.